# Добби, Уильям
Уильям Джордж Шедден До́бби (англ. William George Shedden Dobbie; 12 июля 1879, Мадрас, Британская Индия — 3 октября 1964, Кенсингтон, Лондон, Великобритания) — британский военный деятель, генерал-лейтенант. Участник Второй англо-бурской, Первой и Второй мировых войн.

## Биография
Родился в Британской Индии в семье гражданского служащего, через девять месяцев после его рождения семья переехала в Англию. Окончил Чартерхаусскую школу, после чего поступил в Королевскую военную академию в Вулвиче, из которой перешёл на обучение в Королевскую академию военных инженеров в Чэтнеме. В 1899 году получил звание 2-го, в 1902 — 1-го лейтенанта. С 1901 года сражался с бурскими партизанами в Южной Африке. В 1908 году получил звание капитана. 
Во время Первой мировой войны служил при генеральном штабе и фактически не участвовал в боевых действиях, хотя получил за эту войну целый ряд наград. В 1920 году получил временное повышение до подполковника, в 1922 году до полковника; в 1925 году произведён в подполковники, в 1926 — в полковники. С 1928 года командовал Каирской бригадой. В 1933 году получил звание генерал-майора и тогда же возглавил Школу военных инженеров.
В 1935 году был назначен командующим британскими войсками в Малайе, сохранял эту должность до 1939 года. Во второй половине 1930-х годов был известен как критик так называемой «Сингапурской стратегии» за неэффективность и предсказывал падение Сингапура в случае войны с Японией. 
С 1940 по 1942 год был военным губернатором Мальты, осаждавшейся германской и итальянской армиями, и неоднократно критиковался за недостаточные меры по защите жизней гражданского населения острова. В конце 1942 года был произведён в генерал-лейтенанты, после чего вышел в отставку. Остаток жизни провёл на пенсии.